# Loveridgacris impotens
Loveridgacris impotens är en insektsart som först beskrevs av Karsch 1888.  Loveridgacris impotens ingår i släktet Loveridgacris och familjen Pyrgomorphidae. Inga underarter finns listade i Catalogue of Life.